# Eyralpenus trifasciata
Eyralpenus trifasciata är en fjärilsart som beskrevs av Holland 1892. Eyralpenus trifasciata ingår i släktet Eyralpenus och familjen björnspinnare. Inga underarter finns listade i Catalogue of Life.